# Eskobar
Eskobar er en svensk indiepop-gruppe bestående af Daniel Bellqvist, Frederik Zäll og Robert Birming. Gruppen blev dannet i Stockholm i midten af 1990'erne og albumdebuterede med Till Were Dead i 2000. I 2002 fik gruppen et internationalt gennembrud med sangen Someone New, hvor sangeren Heather Nova optræder på.
Gruppen har ændret navn talrige gange, og hed oprindeligt FOF (der stod for "Fish Of Fantasty?"). Det blev dog hurtigt ændret til navnet Cripplefish. Deres musik udviklede sig herfra fra grunge til pop, og herefter forlod den oprindelige forsanger Staffan bandet. Herefter tog bandet endnu en gang navneforandring, denne gang til The Bugs.
Da endnu et medlem forlod bandet lige op til deres første "gig" i Stockholm, skiftede de tre resterende bandmedlemmer navn til Browneyed Susan.
I 1999 skrev de kontrakt med V2, og udgav nummeret  On a Train. Igen skiftede de navn til Small Change.
De lavede opvarmning for The Wannabies og blev langsomt mere populære. Indtil nu havde det ikke været noget problem at skøjte gennem forskellige navne, da de ikke havde haft en kontrakt, men Small Change var ikke et "rigtigt" navn. Efter næsten at have givet op, søgte de hjælp hos en amerikansk manager, der foreslog Escobar efter Pablo Escobar (en colombiansk narkotikasmugler). Det faldt i bandets smag, men de ændrede c'et til et k, for at gøre navnet til "deres eget".

## Udgivelser
- Death in Athens (2008)
- Eskobar (2006)
- A Thousand Last Chances (2004)
- There's Only Now (2001)
- 'Til We're Dead (2000)

## Ekstern henvisning
- Eskobars hjemmeside. Arkiveret 28. februar 2009 hos  Wayback Machine

| Musikgruppe | Spire Denne artikel om en svenske musikgruppe er en spire som bør udbygges. Du er velkommen til at hjælpe Wikipedia ved at udvide den. |